# الشريج (الحديدة)

تعديل مصدري - تعديل

الشريج هي إحدى قرى مديرية الجراحي، التابعة لمحافظة الحديدة اليمنية، بلغ تعداد سكانها 1405 نسمة حسب الإحصاء الذي جرى عام 2004.